# Fluorid rheničitý
Fluorid rheničitý je anorganická sloučenina s chemickým vzorcem ReF4.

## Příprava
Fluorid rheničitý lze připravit redukcí fluoridu rheniového vodíkem, rheniem nebo oxidem siřičitým:
ReF6 + H2 → 2 ReF4 + 2 HF
2 ReF6 + Re → 3 ReF4
ReF6 + SO2 → ReF4 + SO2F2

## Vlastnosti
Fluorid rheničitý tvoří modré krystaly. Krystalizuje v tetragonální soustavě s parametry mřížky a = 1,012 nm a c = 1,595 nm.
Fluorid rheničitý koroduje sklo při zahřátí. Fluorid rheničitý reaguje s vodou:
ReF4 + 2 H2O → ReO2 + 4 HF